# Herb gminy Komarów-Osada

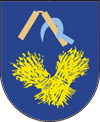
Dawny herb gminy

Herb gminy Komarów-Osada – jeden z symboli gminy Komarów-Osada, ustanowiony 18 lipca 2008.

## Wygląd i symbolika
Herb przedstawia na tarczy  w polu czerwonym św. Jerzego z włócznią srebrną (białą), na takimże koniu z rzędem złotym (żółtym), zabijającego smoka złotego (żółtego), płaszcz i grzebieniem hełmu św. Jerzego barwy złotej (żółtej).